# Иромашвили, Сергей Александрович
Серге́й Алекса́ндрович Иромашви́ли (22 января 1963, Ленинград, СССР) — российский футбольный тренер.

## Биография
Родился в Ленинграде.
Выступал вратарём в командах «Алазани» Гурджаани и «Шинник» Ярославль. Работал на административных должностях в «Океане» Находка (1992—1993), «Жемчужине» Сочи (1995—1996). Работал главным тренером в командах «Самотлор-XXI» Нижневартовск (1997), «Чкаловец-1936» Новосибирск (1998—2002; в 1998—1999 годах называлась «Чкаловец»), «Чкаловец» Новосибирск (2004—2006). Был президентом, вице-президентом «Чкаловца-1936», директором «Чкаловца».
С сентября 2007 года работал тренером в «Динамо» из Барнаула, а с декабря 2008 года главным тренером клуба. В июне 2012 года контракт с барнаульским «Динамо» закончился. На заседании исполкома Алтайской краевой федерации футбола было принято решение контракт не продлевать.